# Corus raffrayi
Corus raffrayi är en skalbaggsart som beskrevs av Stefan von Breuning 1970. Corus raffrayi ingår i släktet Corus och familjen långhorningar. Inga underarter finns listade i Catalogue of Life.